# Rudolf Christians (Schauspieler)

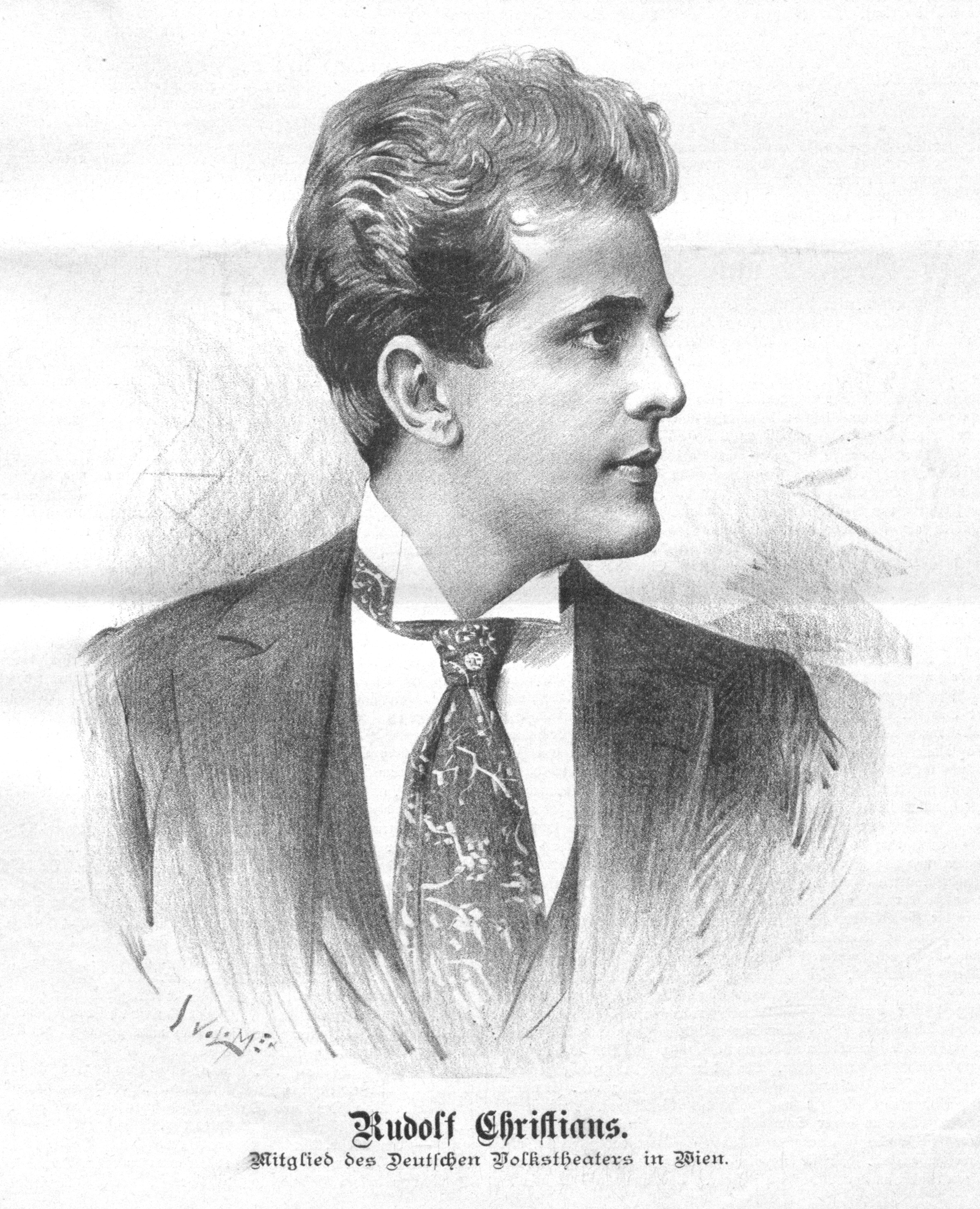
Rudolf Christians im Jahre 1895

Rudolf Christians, auch Rudolph Christians (15. Januar 1869 in Middoge, Jeverland – 7. Februar 1921 in Pasadena, Kalifornien, USA), war ein deutscher Schauspieler und Theaterleiter.

## Leben
Christians entstammte einer jeverländischen Familie. Nach Beendigung des Gymnasiums wollte er eigentlich sofort Schauspieler werden, da jedoch sein Vormund dagegen war, war er gezwungen, bei einem Kaufmann in Oldenburg zu lernen.
Durch häufige Theaterbesuche lernte er den damaligen Leiter Otto Devrient kennen, der ihm nach einem Probesprechen deklamatorische und schauspielerische Begabung bescheinigte. Das war für ihn Grund genug, sich 1887 unter fremdem Namen und ohne Mittel einer schauspielerischen Gesellschaft anzuschließen.
Für diese spielte er in der Operette, in der Posse, als Liebhaber, Komiker in großen, kleinen und stummen Rollen. Dabei lernte er das Elend der Wanderkomödianten lernen.
1891 bekam Christians ein Festengagement in Krefeld. Als er kurzfristig als „Melchthal“ während eines Gastspiels eines namhaften Künstlers einspringen musste und gefiel, erhielt er ein Angebot ans Stadttheater Basel. Dort wirkte er zwei Jahre und ging danach bis 1895 nach Düsseldorf.
Als Nächstes wurde Rudolf Christians ans Deutsche Volkstheater in Wien engagiert. Dort debütierte er am 5. September 1895 als „König Astulf“ in Talisman. 1898 ging er nach Berlin ans Königliche Schauspielhaus (Antrittsrolle: „Hamlet“)
Ebenfalls 1898 trat er mit Agnes Sorma in den „Königskindern“ in den USA auf. Von 1898 bis 1901 gastierte er zudem in St. Petersburg.
In New York war er von 1913 bis 1918 der Leiter des deutschsprachigen Irving Place Theater. Beim Kriegseintritt der USA 1917 musste die Familie Christians das Land fluchtartig verlassen und kehrte daraufhin nach Deutschland zurück.
Christians ging trotzdem spätestens 1920 erneut in die USA um Filme zu drehen. Dort verstarb er 1921 gegen Ende der Dreharbeiten zum Film Törichte Frauen, so dass der Regisseur Erich von Stroheim gezwungen war, einige Szenen mit dem Christians ähnelnden Schauspieler Robert Edeson zu drehen.
Seine Frau war die Opernsängerin Bertha Klein, beider Tochter Mady Christians wurde ebenfalls Schauspielerin.

## Ehrungen
- Großherzogliche Oldenburgische goldene Medaille für Kunst und Wissenschaft
- Großherzogliche Meckl.-Schwer. gold. Med, „dem Verdienste“ um den Hals zu tragen.

## Filmografie
- 1913: Dissonanzen des Lebens
- 1913: Seine Kammerjungfer
- 1915: Das alte Lied
- 1915: Lottes Vormund
- 1920: Deep Waters
- 1920: The Secret Gift
- 1920: Human Stuff
- 1920: Her Five-Foot Highness
- 1920: Burnt Wings
- 1921: Törichte Frauen (Foolish Wives)